# Livré-sur-Changeon
 Livré-sur-Changeon  es una población y comuna francesa, situada en la región de Bretaña, departamento de Ille y Vilaine, en el distrito de Rennes y cantón de Liffré.

## Demografía
| 1208 | 1125 | 1072 | 1078 | 1108 | 1137 |
| Para los censos de 1962 a 1999 la población legal corresponde a la población sin duplicidades (Fuente: INSEE [Consultar]) |      |      |      |      |      |